# Дајакур
Дајакур (фр. Daillecourt) насеље је и општина у североисточној Француској у региону Шампањ-Арден, у департману Горња Марна која припада префектури Шомон.
По подацима из 2011. године у општини је живело 83 становника, а густина насељености је износила 11,26 становника/km². Општина се простире на површини од 7,37 km². Налази се на средњој надморској висини од 385 метара.

## Демографија
| 1962. | 1968. | 1975. | 1982. | 1990. | 1999. | 2011. |
| ----- | ----- | ----- | ----- | ----- | ----- | ----- |
| 122   | 139   | 112   | 131   | 107   | 90    | 83    |

График промене броја становника у току последњих година